# Five Points Gang

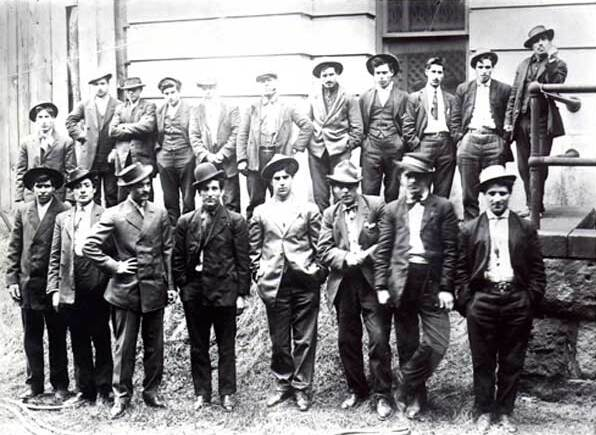
Miembros de la Five Points Gang.

La Five Points Gang (en español: "Banda de los Five Points") fue una banda callejera criminal de origen principalmente irlandés estadounidense asentada en el barrio de "Five Points" del Bajo Manhattan, Nueva York, Estados Unidos, durante finales del siglo XIX y principios del XX. 
Paul Kelly, nacido como Paolo Antonio Vaccarelli, un estadounidense de origen italiano, fue el fundador de la banda. La pandilla incluyó a algunos miembros que más tarde se convirtieron en criminales prominentes por derecho propio, como Johnny Torrio, Al Capone y Lucky Luciano.

## Five Points

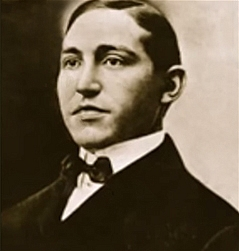
Paul Kelly, fundador de la banda de Five Points.

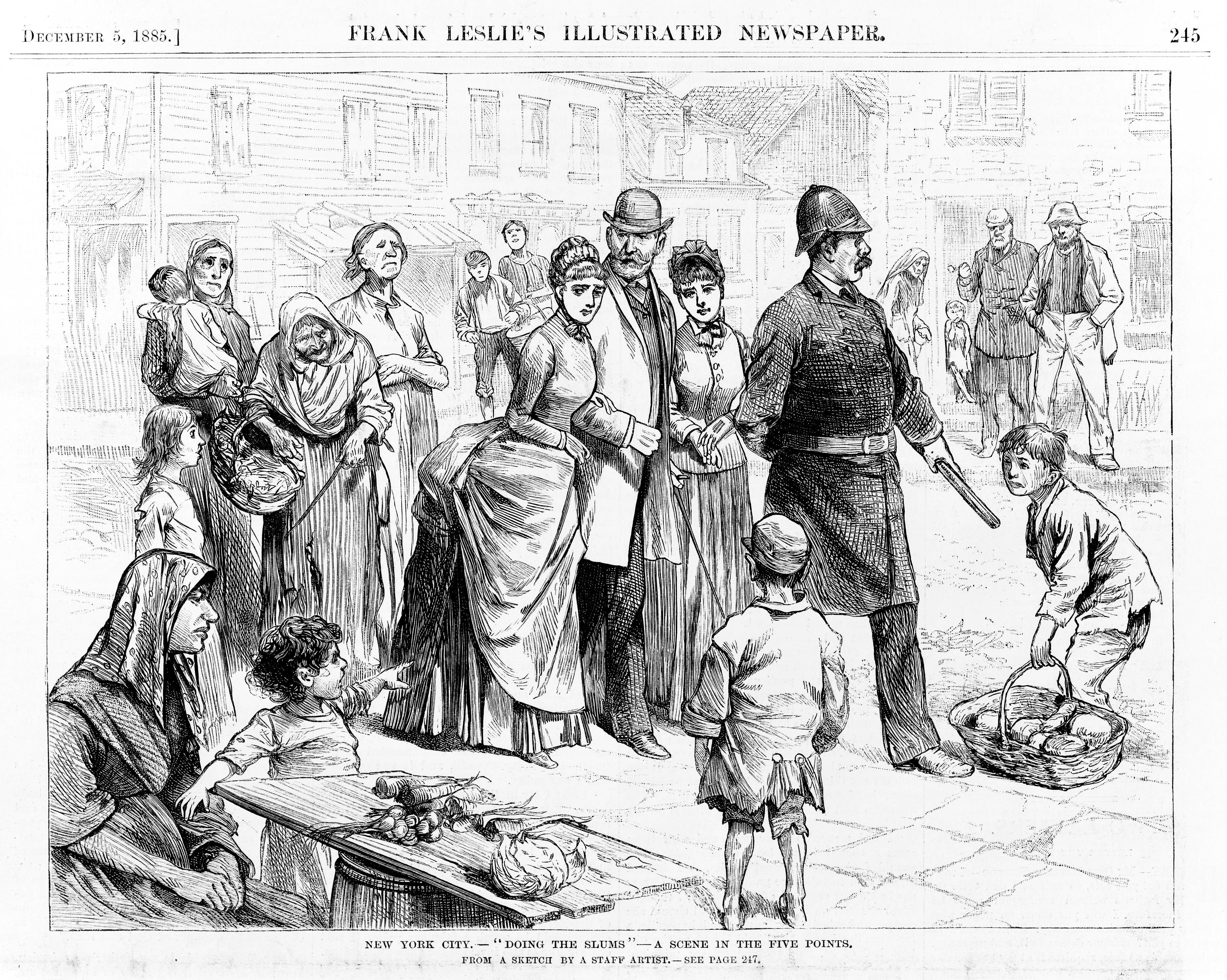
Un recorrido por los barrios bajos de Five Points en un boceto de 1885

La zona de Manhattan en la que confluían cuatro calles -Anthony (ahora Worth), Cross (ahora Mosco), Orange (ahora Baxter) y Little Water (ahora inexistente)- era conocida como los "Five Points". Mulberry, famosa por sus tugurios, estaba una cuadra más abajo de los Five Points. Esta zona, que hoy pertenece al Barrio Chino de Manhattan, estaba situada entre Broadway y Bowery. En la década de 1820, este distrito había sido un centro de asentamiento de inmigrantes pobres y se consideraba un barrio marginal con viviendas de madera y ladrillo en mal estado, almacenes y empresas comerciales que databan de finales del siglo XVIII y principios del XIX, poblado en su mayoría por ingleses y escoceses-irlandeses pobres con posteriores oleadas crecientes de refugiados alemanes, galeses e irlandeses en la década de 1840.
Los garitos de juego y los burdeles eran numerosos en la zona que se consideraba un destino peligroso, donde muchas personas habían sido asaltadas, sobre todo por la noche. En 1842, el famoso escritor británico Charles Dickens visitó la zona y quedó horrorizado por las malas condiciones de vida y las infraviviendas.
En la época anterior a la Guerra de Secesión, los inmigrantes católicos, irlandeses y alemanes, a menudo se enfrentaban a los prejuicios étnicos y la discriminación de clase de los protestantes anglosajones blancos nativistas. Como resultado, muchos inmigrantes irlandeses formaron bandas callejeras locales, como los Kerryonians, los Cuarenta ladrones, los Shirt Tails y los Chichesters, para rebelarse contra su bajo estatus social. Estos miembros de bandas callejeras pronto se dedicaron a la delincuencia.
La película de 2002 Gangs of New York está ambientada en Five Points y basada en la novela histórica de Herbert Asbury que retrata las luchas entre los antiguos inmigrantes americanizados protestantes, ingleses y los escoceses-irlandeses y los recién llegados irlandeses católicos perseguidos desde la década de 1840 hasta los disturbios contra el reclutamiento de la Guerra de Secesión de 1863, con disturbios, delincuencia, pobreza y explotación por parte de maquinarias políticas como Tammany Hall.
Poco antes de la guerra civil estadounidense, estas pequeñas bandas comenzaron a disiparse, y los miembros que quedaron se unieron a bandas poderosas como los Dead Rabbits y los Whyos. Con el tiempo, la influencia y el número de estas bandas irlandesas comenzaron a disminuir.
En la década de 1870, una nueva oleada de inmigrantes italianos y judíos procedentes de Europa del Este se asentó en la zona. Las bandas de delincuentes irlandeses, judíos e italianos empezaron a competir por el control del territorio, los chanchullos y los ingresos procedentes de actividades ilícitas. La Eastman Coin Collectors de Monk Eastman tenía originalmente muchos miembros irlandeses antes de convertirse en predominantemente judía.

## Orígenes
El ítalo estadounidense Paul Kelly (nacido Paolo Antonio Vaccarelli), formó la Banda de los Five Points compuesta entonces mayoritariamente por italianos. La banda tenía fama de brutal y, en las batallas con bandas rivales, solían luchar hasta la muerte. La banda ganaría más poder y miembros cuando Kelly reclutó a los miembros restantes de otras bandas de Five Points, como los Dead Rabbits y los Whyos.
Con el paso del tiempo, los inmigrantes judíos, polacos y de Europa del Este también se incorporarían a las filas de la banda de Five Points, haciéndola aún más poderosa e influyente. Al Capone procedía de la banda de James Street y más tarde lideraría el Chicago Outfit. Charles "Lucky" Luciano también se unió a la banda de Five Points en sus años mozos y más tarde fue considerado el criminal más poderoso del país.

## Subida al poder
A medida que la Banda de los Five Points iba adquiriendo experiencia, Kelly y sus lugartenientes vieron que se podía ganar dinero apoyando a políticos corruptos en sus candidaturas electorales. Amenazando a los votantes, falsificando listas de votantes y rellenando urnas, la banda ayudó a los funcionarios municipales de la maquinaria política del Partido Demócrata Tammany Hall a conservar el poder. A principios del siglo XX, los únicos competidores de los Five Pointers eran la banda de Monk Eastman.
Los rivales se disputaban las reclamaciones de una franja de territorio del Lower East Side en Manhattan. En 1901, un Five Pointer disparó a Eastman en el estómago, pero sobrevivió. Poco después, uno de sus compañeros mató a un Five Pointer en represalia. En 1903, la disputa se intensificó y las dos bandas se enzarzaron abiertamente en una guerra. En un incidente, Kelly, Torrio y 50 Five Pointers se enzarzaron en un tiroteo con una fuerza de tamaño similar de la banda de Eastman. La policía municipal tuvo que retirarse de la batalla, que duró varias horas. Tres hombres murieron y muchos resultaron heridos en la refriega. Cuando por fin la policía consiguió controlar la situación, detuvo a Eastman, pero solo pasó unas horas en la cárcel. Un juez controlado por Tammany le puso en libertad después de que Eastman jurara que era inocente.
El público en general estaba indignado por la guerra en las calles. Un diputado de Tammany Hall llamado Tom Foley reunió a Kelly y Eastman y les dijo que ninguno de los dos recibiría protección política si no resolvían la disputa fronteriza. Restablecieron la paz por poco tiempo, pero a los dos meses la violencia había vuelto a surgir. Las autoridades reunieron a los dos líderes, pero les pidieron que se enfrentaran en un combate de boxeo en el que la banda del ganador se quedaría con el territorio en disputa.
El día señalado, cientos de hombres de ambos bandos se reunieron en una casa abandonada del Bronx. Eastman y Kelly se enfrentaron con saña. Kelly había sido boxeador en sus años mozos, y se decía que se había mostrado mejor en los primeros asaltos, pero Eastman era un hombre más corpulento y luchaba ferozmente. La pelea duró dos horas y, al final del combate, ambos habían sufrido un duro castigo, pero ninguno de los dos había sido noqueado y el combate fue declarado empate. Los jefes de las bandas dijeron a sus hombres que seguían en guerra.
En ese momento, los jefes de Tammany Hall decidieron apoyar a la banda de Five Points y retirar toda ayuda legal o política a Eastman y su banda. En 1904 Eastman fue golpeado hasta quedar inconsciente por un policía que había frustrado un robo en curso. Eastman fue declarado culpable del delito y condenado a una pena de 10 años en la prisión de Sing Sing (correccional de Ossining) en Ossining, Nueva York.

## Ascendencia
El encarcelamiento de Eastman significó que la Banda de los Five Points no tenía un rival efectivo para el control de las actividades del crimen organizado en el Lower East Side. Durante ese tiempo, la organización de Kelly se expandió por otras zonas de Manhattan y partes de Nueva Jersey. La banda de Eastman fue eclipsada en gran medida cuando el sucesor de Eastman Max "Kid Twist" Zwerbach, antiguo miembro de la banda de los Five Points hasta que desertó para unirse a la banda de Eastman, fue asesinado en 1908 por sicarios de la banda de los Five Points, supuestamente a instancias de Paul Kelly.
Kelly dio un enfoque más empresarial a las actividades de su banda. Abrió el New Brighton Athletic Club, un café y salón de baile de dos plantas en el número 57 de Great Jones Street (entre Lafayette y Bowery), donde seducía a la alta sociedad y a otros ciudadanos prominentes que frecuentaban su club. Siempre bien vestido, Kelly hablaba francés, italiano y español con fluidez, y apreciaba las bellas artes y la música clásica. Su personalidad culta y sofisticada impresionó a muchos miembros de la élite neoyorquina.

## Declive y últimos años
Paolo Vaccarelli/Paul Kelly sobrevivió a un atentado contra su vida, tras recibir tres disparos de dos de sus antiguos lugartenientes, James T. "Biff" Ellison y Pat "Razor" Riley, en un tiroteo dentro del New Brighton en 1905. La presión del Tammany Hall le hizo mantener un perfil más bajo tras este incidente, mientras que el comisario de policía de Nueva York William McAdoo cerró el New Brighton para proteger a sus clientes habituales de la alta sociedad. Este asesinato fallido inició el declive del dominio de Kelly en los bajos fondos de Nueva York.
Sin embargo, Kelly y su banda no desaparecieron. Después de que Kelly cerrara el New Brighton, trasladó sus operaciones a las comunidades de inmigrantes italianos de Harlem y Brooklyn, al tiempo que mantenía los lazos con su antiguo barrio, convirtiéndose en vicepresidente de la International Longshoremen's Association (ILA) bajo su nombre de nacimiento americanizado de Paul Vaccarelli. Trabajaba en la zona de Chelsea.
Kelly/Vaccarelli fue expulsado de la ILA en 1919, pero regresó ese mismo año. Asumió el liderazgo de una huelga espontánea en todo el puerto iniciada en protesta por un aumento salarial de sólo cinco céntimos la hora, que la dirección había acordado. Con el apoyo del alcalde John F. Hylan, Kelly fue nombrado miembro de una comisión para resolver la huelga. La puso fin pero no consiguió ninguna concesión para los huelguistas.
Kelly se convirtió posteriormente en un chantajista laboral, proporcionando músculo en las disputas laborales durante la década de 1920. Kelly murió de causas naturales en 1936.
Poco a poco, las bandas de la Mafia se hicieron cargo de los chanchullos y las actividades delictivas que antes controlaba la banda de los Five Points. Antiguos miembros de la banda como Torrio, Capone, Lansky y Luciano se convirtieron en los líderes de los nuevos grupos y, con el asesoramiento del influyente empresario y genio criminal Arnold Rothstein, ampliaron sus operaciones a escala nacional e internacional. Con la 18.ª Enmienda y la Ley Volstead que estableció la Ley Seca en 1920, los beneficios del contrabando de licor se convirtieron en una enorme fuente de ingresos para las familias mafiosas.
El segundo al mando de Kelly John Torrio fue el primero en establecer su estilo de chantaje en Chicago, reclutando a Capone para que se uniera a él allí. Más tarde, Torrio ayudó a formar un Sindicato Nacional del Crimen en Estados Unidos, tras la desaparición de la banda de Five Points y después de que Capone le sustituyera en Chicago, en coordinación con Luciano y Lansky.